# Sigríðarstaðavatn

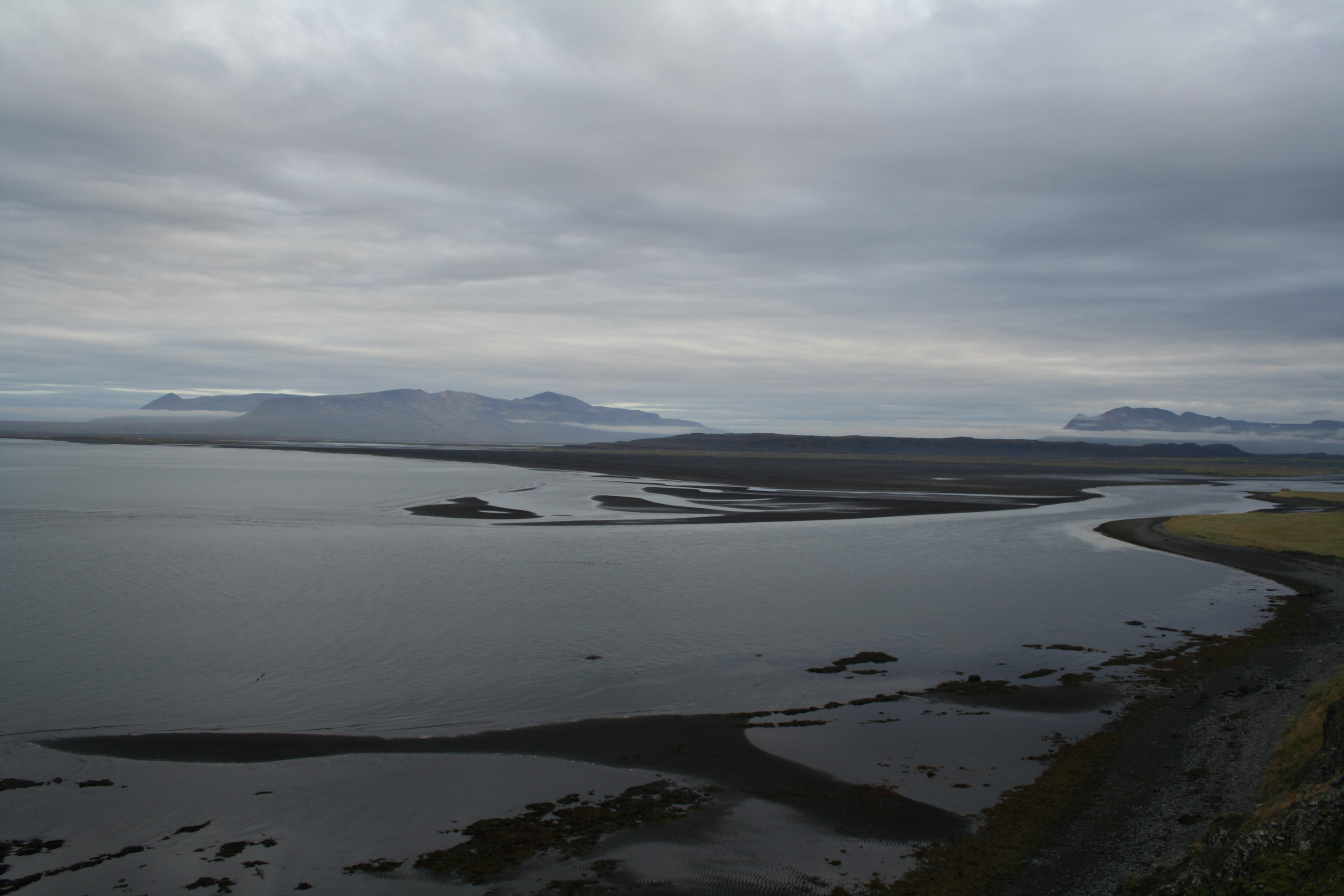
Sigríðarstaðavatn

Sigríðarstaðavatn är en tidvattenkänslig strandsjö vid Húnafjörður i Norðurland vestra på norra Island. Sjön är cirka 6,2 km² stor och 6 km lång, men smal och grund. Den är den västligaste av tre laguner som ligger på rad efter varandra: de båda andra är Hóp och Húnavatn. På sjöns västra sida ligger halvön Vatnsnes med topparna Ósafell och Norðurfjall. Vid det smala ”os” (Sigríðarstaðaós) där sjön möter fjorden Húnafjörður – vilken utgör den sydöstligaste delen av bukten Húnaflói – ligger Hvítserkur: en eroderad vulkanplugg, som enligt folksägner var en trollgubbe som förvandlades till sten när han träffades av solens första strålar. Han var då i färd med att kasta sten mot Tingöre kloster för att få tyst på klockringningen. 
Sigríðarstaðavatns mynning i Húnafjörður var i äldre tid ett rikt fångstområde för säl.
Sitt namn har sjön fått efter gården Sigríðarstaðir i sjöns sydöstra hörn. Det är troligt att det ursprungliga namnet på sjön har varit Vesturhóp, ”den väster om Hóp liggande sjön”, eftersom landnamsmannen Haraldr hringr sägs ha landat sitt skepp ”í Vestrhóp” och tillbragt första vintern i Hríngstaðir. Denna gård, som nu är öde, ligger strax söder om Sigríðarstaðir. Vesturhóp är i dag namn på hela bygden mellan Vatnsnes och Hóp med Víðidalur. Här ligger sjön Vesturhópsvatn en halvmil söder om Sigríðarstaðavatn.